# Obrad
Obrad (kyrillisch Обрад) ist ein männlicher Vorname, der überwiegend bei Serben verbreitet ist. Die weiblichen Namensformen lauten Obrada, Obradin und Obradinka.
Aus dem Patronym Obradović leitet sich der entsprechende Familienname ab.

## Herkunft
Der Name Obrad kommt von serbisch rad ‚Freude‘ bzw. biti rad ‚fröhlich sein‘ oder obradovati se ‚sich [über etwas] freuen‘. Nach Vermutungen ist Obrad eine serbische Lehnübersetzung des gleichbedeutenden griechischen Namens Hilarion.

## Bekannte Namensträger (Nachnamenform)
Siehe Obradović, Obradowitsch.

## Bekannte Namensträger (Vornamenform)
- Obrad Gluščević (1913–1980), jugoslawischer bzw. kroatischer Filmregisseur und Drehbuchautor